# Schoolmelk
Schoolmelk is een term die gebruikt wordt voor melk die zuivelbedrijven op basisscholen verkopen aan leerlingen. In Nederland drinken zo'n 120.000 kinderen schoolmelk.
In de jaren dertig bleek uit Brits onderzoek dat de verstrekking van melk aan schoolkinderen een positieve invloed had op de ontwikkeling, met name de groei. In Nederland was in 1934 het Crisis-Zuivelbureau opgericht, dat reclame maakte voor zuivelproducten. Het bureau nam het Britse idee van schoolmelk over en richtte als onderafdeling het Centraal Schoolmelkcomité op. In 1937 werden als proef in de arme wijken van Rotterdam de eerste flesjes schoolmelk uitgedeeld. Er moest naar draagkracht voor worden betaald aan de onderwijzer; voor de armsten was het gratis. De subsidies waren afkomstig van de gemeente.
Eind jaren vijftig ontvingen bijna alle Nederlandse lagere scholen schoolmelk. De subsidies werden toen verstrekt door het Rijk. Sinds 1977 is de Europese Unie (toen nog de EEG) de verstrekker van de melksubsidies; men zag de schoolmelk als een sympathieke manier om het melkoverschot (de melkplas) te verkleinen. Eind jaren zeventig dronken zo'n 700.000 scholieren schoolmelk; nu zijn dat er 120.000.
Al snel werden schoolmelkkaarten ingevoerd, die in de winkel te koop waren. Nu wordt vaak gebruikgemaakt van een abonnement.

## Kritiek
Op het verschijnsel schoolmelk wordt de volgende kritiek geuit:
- Een school heeft als taak om onderwijs te verzorgen en niet om leerlingen te voorzien van melk. Ouders zijn wettelijk verantwoordelijk voor de verzorging van hun kinderen.
- Het uitdelen van schoolmelk is een taakverzwaring voor de werknemers van een school. Een taak die niet behoort tot de functie-omschrijving en niet leidt tot betere leerprestaties bij de leerlingen. Het zuivelbedrijf maakt winst met hulp van de school en haar personeel.
- Door de verbintenis met een commercieel bedrijf, kan de neutraliteit van de school ter discussie komen te staan. Het blootstellen van jonge kinderen aan merken, zoals bijvoorbeeld Campina, heeft blijvende invloed in het latere leven. Een school moet hier dus voorzichtig mee omgaan. Ouders kunnen ook eenvoudig zelf melk meegeven naar school.